# Rosa Navarro Romero
Rosa María Navarro Romero (Ciudad Real, 1982) es una escritora y docente universitaria española, ganadora del Premio Tigre Juan de novela 2023.

## Biografía
Rosa Navarro Romero es profesora de la Universidad Autónoma de Madrid y doctora con mención europea por la misma universidad con una tesis titulada Poética de la brevedad. Teoría literaria del microrrelato español e hispanoamericano, dirigida por los profesores Javier Rodríguez Pequeño y Tomás Albaladejo (2012).  Es miembro de los grupos de investigación “Microrrelato hipermedial y otras microformas literarias” (CEU San Pablo) y “Comunicación, Poética y Retórica” (UAM). Es miembro fundador de la OIR (Organización Iberoamericana de Retórica) y de la SE-Ret (Sociedad Española de Retórica). 
En 2023 obtuvo el premio Tigre Juan de novela por Niña con monstruo dentro, editada por Bala Perdida. Fue finalista Patricia Font por Plagio (Barret). 